# 가기산
가기산(賈基山, 1942년 1월 10일~2023년 11월 7일)은 대한민국의 경력직공무원, 정치인이다.
관선 대전직할시 서구청장(제6대, 1992. 6.~1994. 1.)을 지냈으며, 이후 민선 대전광역시 서구청장(제10·11·12대, 2000. 10.~2010. 6.)을 3차례 지냈다.

## 생애
1942년 1월 10일 충청남도 서산군 태안면에서 태어나 서산중학교와 홍성고등학교를 졸업하였다.
1965년 서산군청에서 공직생활을 시작했다. 지방 면사무소에서 근무하다 ‘글씨를 잘 써’ 충청남도청으로 전보되었고, 도 추천으로 내무부에 발령되어 중앙 정부에서 근무하였다.
1989년 대전직할시로 전보되었다. 공무원교육원장, 민방위국장, 환경녹지국장을 지낸 후 서구청장에 임명되어 1992년 6월 3일부터 1994년 1월 2일까지 제6대 서구청장(관선)으로 재직했다. 이어 대전직할시 재무국장과 내무국장, 대전광역시 의회사무처장과 정무부시장으로 재직했다.
공직 생활 중 옥조근정훈장, 녹조근정훈장, 대통령 표창, 국무총리 표창, 재무부 장관 표창, 총무처 장관 표창 등을 받았다.
2000년 10월 26일, 자유민주연합 소속으로 보궐 선거에 출마하여 대전 서구청장에 당선되었다. 이어 제3회 지방선거에서 당선되어 재선에 성공하였다. 2006년 3월 3일 제4회 지방선거를 앞두고 자민련이 한나라당에 통합되어 한나라당에 입당하게 되었다.
민선 서구청장 재임 중 대전대학교 법학과에 입학해 학사, 석사, 박사 학위를 받았다.
2023년 11월 7일 81세로 사망했다. 대전광역시 을지대학교병원 장례식장 특1호실에 빈소가 마련되어 2023년 11월 9일 오전 7시 30분경 발인, 충청남도 천안시 천안공원묘원에 안장되었다.

## 약력
- 1969년 충남도청 9급 공무원
- 1971년~1989년 충청남도, 내무부(현 행정자치부) 근무
- 1989년~1991년 대전직할시 공무원교육원장
- 1991년~1992년 대전직할시 민방위국장, 환경녹지국장
- 1992년 6월~1994년 1월 제6대 대전서구청장
- 1994년~1995년 대전시청 재무국장, 내무국장
- 1995년~1996년 대전광역시 지방공무원교육원장
- 1996년~2000년 6월 대전시청 시의회 사무처장(3급)
- 2000년 7월~10월 대전시청 정무부시장(1급)
- 2000년 10월 27일~2010년 6월 30일 제10·11·12대 대전광역시 서구청장(3선, 자민련→한나라당)
- 2002년 자유민주연합 대전서구갑지구당 위원장
- 자유민주연합 상임위원
- 2003년~2004년 한밭대학교 경상학부 겸임교수
- 2004년~전국시장, 군수, 구청장협의회 공동회장
- 2004년~신행정수도지속추진범대전시민연대 고문
- 2005년~대전대학교 경영행정대학원 객원교수
- 2005년~신행정수도포럼 고문
- 한나라당 전임위원
- 새누리당 최고위원
- 자유한국당 고문

학력
- 충남서산중학교 졸업
- 홍성고등학교 졸업
- 5년제 방통대 행정학과 학사
- 대전대학교 법학과 학사
- 대전대학교 대학원 법학석사
- 대전대학교 대학원 법학박사

## 역대 선거 결과
|  | 40.6% |

|  | 44.93% |

|  | 54.76% |

## 같이 보기
- 대전 서구청장
- 대전광역시 부시장